# CNH Industrial
Pour les articles homonymes, voir CNH.
CNH Industrial NV est une holding de droit néerlandais, née de la fusion de Fiat Industrial et de sa filiale américaine CNH Global le 29 septembre 2013.
Cette structure regroupe, comme Fiat Industrial précédemment, les activités de construction de  machines agricoles et engins de chantier New Holland et Case IH. Son siège social est installé à Basildon Angleterre, elle est cotée à Milan et à New York.
Ses principaux concurrents sont les fabricants d'engins agricoles et de BTP américains Caterpillar, John Deere, japonais Komatsu, anglais JCB, allemands Claas, Fendt...

## Historique

### FIAT Industrial S.p.A.
FIAT Industrial a été créée en 2011 après la scission du groupe Fiat en deux entités distinctes en fonction de leur secteur d'activité : 
- Fiat Group Automobiles pour tout ce qui concerne les automobiles, les véhicules commerciaux et les activités tertiaires comme les composants avec Magneti Marelli, la robotique avec Comau, la sidérurgie fonte et aluminium avec Teksid, l'édition avec les journaux La Stampa et RCS MediaGroup et la mécanique, moteurs et boîtes de vitesses avec Fiat Powertrain Auto auxquels est venu s'ajouter, à partir de 2009, le groupe américain Chrysler, intégralement racheté le 2 janvier 2014.
- FIAT Industrial pour toute l'activité industrielle avec les camions et bus IVECO, le machinisme agricole et engins de travaux publics CNH Global et la partie industrie de Fiat Powertrain Technologies baptisée FPT Industrial.

### CNH Global
En 1991, la filiale matériels agricoles et TP, Fiat Geotech rachète à Ford sa filiale de matériel agricole Ford New Holland pour former Fiat New Holland.
En 1999, Fiat New Holland rachète le groupe américain Case IH. En fusionnant sa filiale Fiat New Holland avec Case IH, Fiat Group constitue CNH Global, le n°1 mondial du matériel agricole et le n°3 mondial des engins de travaux publics. Fiat possède alors 88 % de cette société basée près de Chicago (Illinois).
Après une longue négociation avec les actionnaires minoritaires, Fiat rachète la totalité des actions et opère la fusion entre Fiat Industrial et sa filiale CNH Global pour former CNH Industrial, la holding industrielle de Fiat Group.

### Fusion et post-fusion
En septembre 2013, Fiat Industrial fusionne avec sa filiale CNH Global pour former CNH Industrial.
En juin 2021, CNH annonce l'acquisition de Raven Industries, entreprise spécialisée dans les équipements agricoles, pour 2,1 milliards de dollars.
En janvier 2022, CNH se concentre sur les activités « off-road » et les activités routières sont annexées dans un nouveau groupe : Iveco Group

## Activité
En 2014, les différentes filiales du groupe sont :  
- Case IH, fabricant de machines agricoles américain depuis 1842. Ses principales marques sont Case, International Harvester et David Brown aujourd'hui abandonnées au profit de Case IH.
- Case Construction Equipment, fabricant d'engins de chantier pour les travaux publics créé à Racine (Wisconsin) en 1842.
- New Holland Agriculture, fabricant de machines agricoles (tracteurs, moissonneuse-batteuse). L'entreprise a été créée en 1895 à New Holland en Pennsylvanie.
- New Holland Construction, fabricant d'engins de chantier pour les TP. Il a opéré la fusion des marques Fiat Kobelco, O&K, New Holland, Fiat MMT et Fiat-Allis.
- Steyr, fabricant autrichien de tracteurs. Steyr est issu de l'Österreichische Waffenfabriksgesellschaft créée en 1864. Steyr a commencé la fabrication de tracteurs en 1947 et a été racheté par l'américain Case en 1996.
- IVECO constructeur italien de camions, autobus, véhicules industriels et militaires. L'entreprise a été fondée en 1975 par le regroupement de 5 constructeurs appartenant tous au groupe Fiat : Fiat V.I. basé à Turin, OM basé à Brescia en Italie, Lancia Veicoli Speciali basé à Bolzano en Italie, Unic basé à Trappes en France, et Magirus-Deutz basé à Ulm en Allemagne.

Iveco a ensuite racheté la filiale britannique de Ford, Ford UK Trucks, le groupe espagnol ENASA et ses filiales Pegaso et Seddon Atkinson.
- FPT Industrial, fabricant de moteurs, de transmissions et d'essieux pour les véhicules industriels et machinisme agricole. Son activité a commencé en 1903. L'entreprise fabrique également des moteurs de bateau et des générateurs d'électricité.

Ses différentes marques sont : 
- machines agricoles : Case IH, New Holland Agriculture, Steyr,
- engins de chantier : Case Construction Equipment, New Holland Construction,
- camions et véhicules commerciaux : IVECO, IVECO Bus, Heuliez Bus, IVECO ASTRA, Magirus,
- équipements : FPT Industrial,

|                                           | 2010   | 2011   | 2012   | 2013   |
| ----------------------------------------- | ------ | ------ | ------ | ------ |
| Chiffre d'affaires (en milliards d'euros) | 21,342 | 24,289 | 25,785 | 25,788 |
| Bénéfice net (en millions d'euros)        | 378    | 701    | 921    | 917    |

| (à fin 2012)                             | Italie | Europe (hors Italie) | Amérique du Nord | Mercosur | Reste du monde | Total  |
| ---------------------------------------- | ------ | -------------------- | ---------------- | -------- | -------------- | ------ |
| Chiffre d'affaires (en millions d'euros) | 7,9 %  | 31,8 %               | 28,5 %           | 14,9 %   | 16,9 %         | 25,788 |
| Nombre d'employés                        | 27,2 % | 34,5 %               | 16,9 %           | 14,2 %   | 7,2 %          | 71.192 |
| Nombre d'usines                          | 14     | 21                   | 10               | 9        | 8              | 62     |
| Nombre de centres de R&D                 | 10     | 17                   | 13               | 5        | 3              | 48     |

## Actionnaires
Liste des principaux actionnaires au 11 mai 2022 :
| Actionnaire                         | %      |
| ----------------------------------- | ------ |
| Exor                                | 27,1 % |
| en:Harris Associates                | 7,23 % |
| Hotchkis & Wiley Capital Management | 2,17 % |
| Schroder Investment Management      | 2,03 % |
| Amundi Asset Management US          | 1,97 % |
| The Vanguard Group                  | 1,80 % |
| Norges Bank Investment Management   | 1,60 % |
| Banque d'Italie                     | 1,43 % |
| Acadian Asset Management            | 1,30 % |
| Fiduciary Trust Company of Canada   | 1,16 % |